# Museo della carta (Amalfi)
Il Museo della carta di Amalfi è un'ex-cartiera trasformata in museo nel 1969 per volere di Nicola Milano, proprietario della cartiera ed appartenente ad una delle famiglie amalfitane famose per essere state operanti nella produzione e fabbricazione della carta di Amalfi (o carta bambagina).
Il museo, situato nella valle dei Mulini, nella parte interna della città, ospita i macchinari e le attrezzature (opportunamente restaurati e perfettamente funzionanti) impiegati nell'antica cartiera per realizzare la carta a mano. Al primo piano sono stati allestiti, inoltre, un'esposizione di fotografie e stampe documentaristiche e una biblioteca a tema contenente libri sulle tecniche di produzione, a testimonianza dell'importanza assunta da questo manufatto nella storia della repubblica marinara.
La visita guidata, della durata di 15-20 minuti circa, include anche la possibilità di assistere dal vivo alla realizzazione di un foglio di carta ad Amalfi.